# Chaton bonsaï

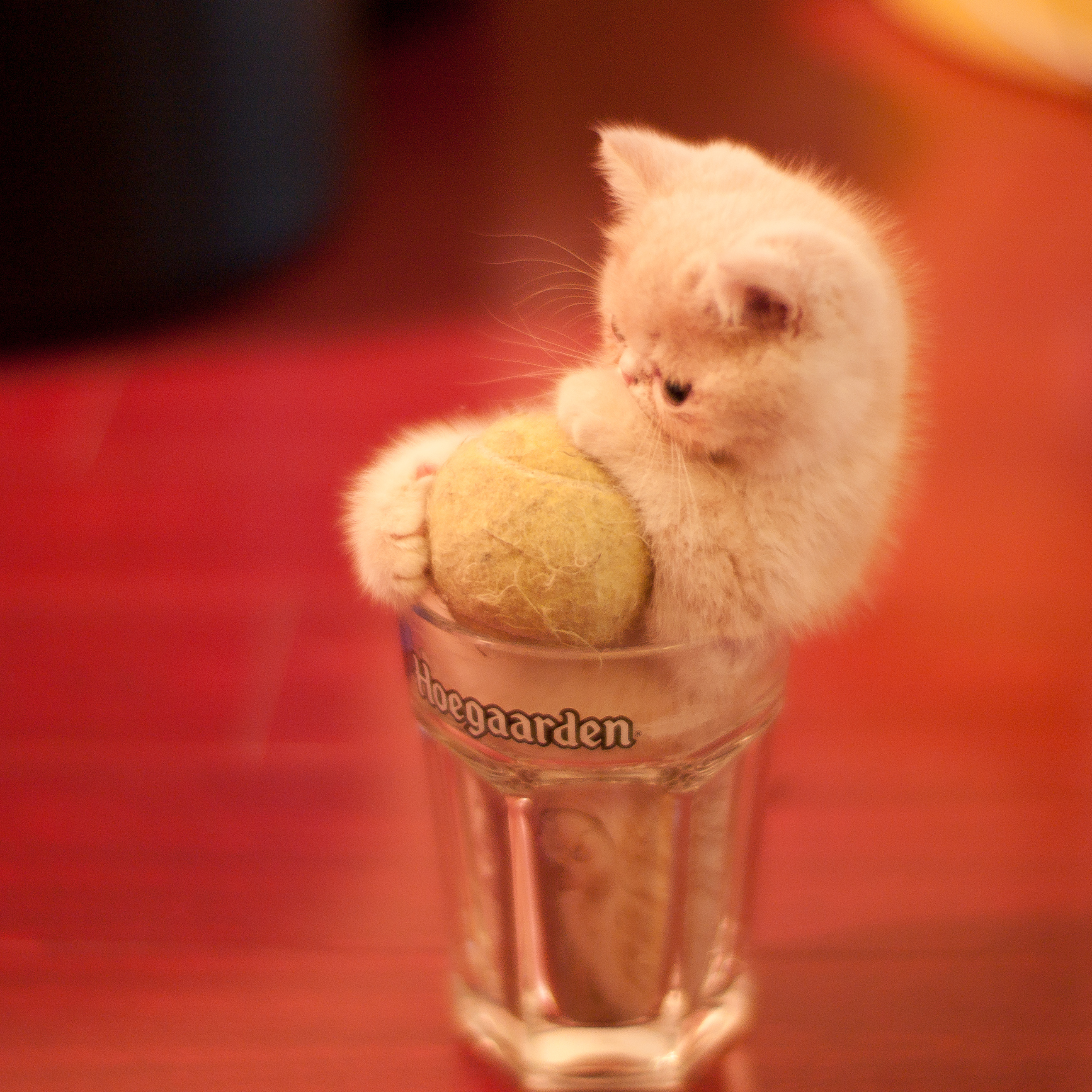
Chaton « bonsaï », soi-disant élevé dans un réceptacle en verre.

Les chatons bonsaïs (originellement bonsai kitten en anglais) étaient, selon un canular informatique, des chatons élevés en bouteille, dans un but décoratif, sur un principe similaire aux bonsaïs. Ce canular a été lancé en 2000 par bonsaikitten.com, un site web aujourd'hui fermé, qui se présentait comme un guide pratique pour réaliser son propre chaton bonsaï.
Selon cette méthode, peu après sa naissance, le chaton est placé dans un récipient en verre, de sorte qu’il grandisse jusqu’à remplir le réceptacle dans lequel il doit demeurer. Le canular allègue que les chatons respirent à travers des trous spécialement percés dans le verre, peuvent être nourris et expulsent leurs besoins par des tubes. L’objectif avancé était de créer un objet décoratif recherché, plutôt qu’un animal de compagnie.

## Canular

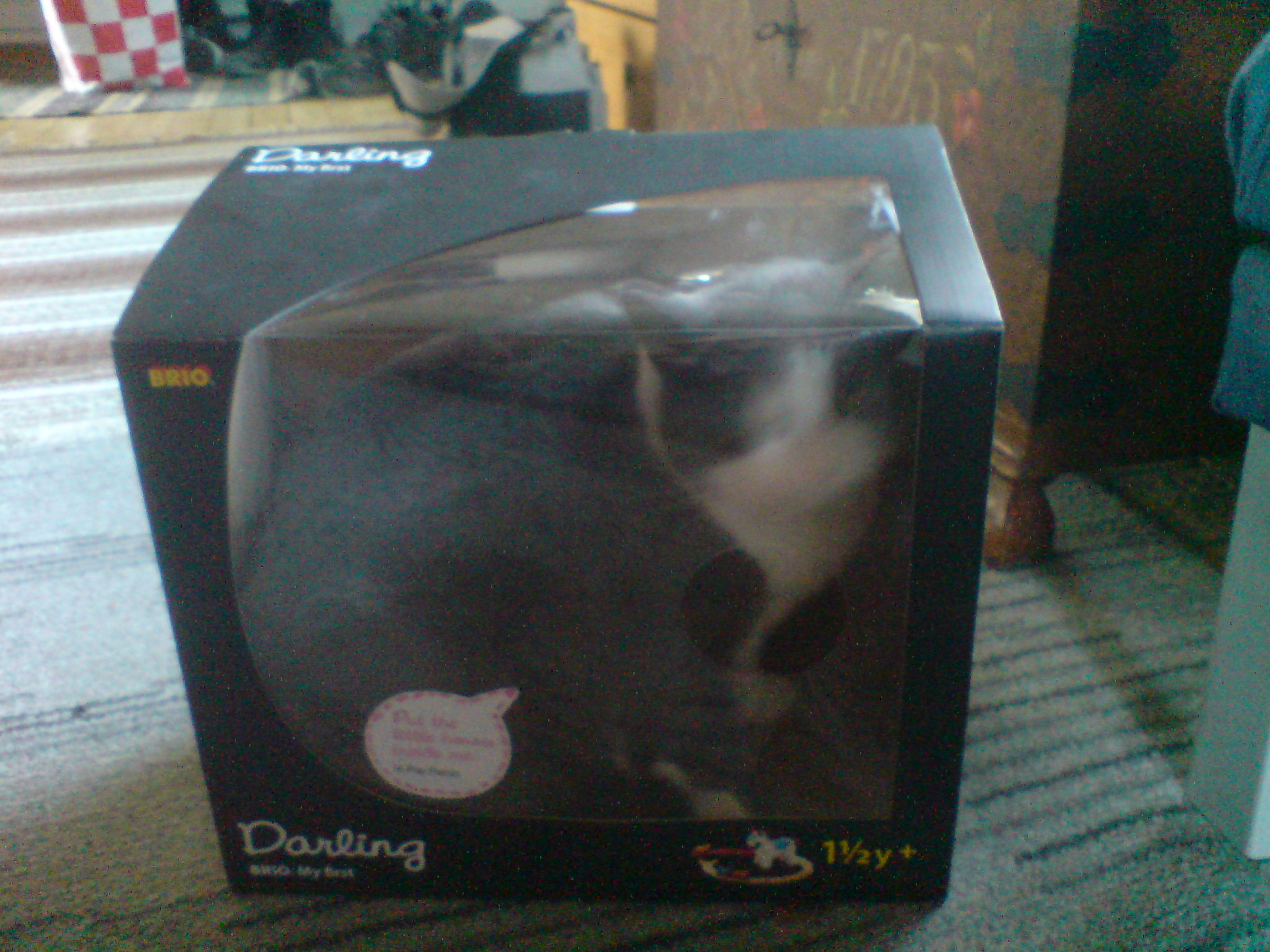
Chat « bonsaï » participant à la « mise en boîte ».

En dépit de la réaction très vive qui s’ensuivit, car beaucoup y crurent, tout le site n’est qu’un canular, élaboré par un groupe d’anciens élèves du Massachusetts Institute of Technology (MIT).
Le site est en partie une parodie de l’art japonais du bonsaï, mais renvoie également à la légende des comprapequeños qui raconte que l’on aurait pratiqué ce genre de manipulation sur des humains. 
De nombreux éléments du canular sont invraisemblables. Il est impossible pour un chaton de survivre à de telles conditions[réf. souhaitée], comme le fait d’avoir certains membres scellés avec de la glu ou le fait que des tubes destinés à maintenir la douceur du poil soient insérés. Toutefois, le canular a été la cause de nombreuses réactions de rejet remplies d’émotion.
Le canular allait jusqu’à suggérer que l’on pouvait acheter les équipements requis via le site web — ce qui s’est révélé entièrement faux. Les blagueurs ont été jusqu’à créer un faux livre d'or contenant des réactions d’utilisateurs. Mais, après vérification, ces adresses électroniques étaient toutes fausses, le canular s’étant appuyé sur une liste de diffusion totalement falsifiée.

## Réactions
Un bon nombre de personnes ont été touchées par le canular. À la fois celles qui se sont tout simplement fait berner et celles qui, incrédules ou conscientes que le site était un canular voyaient là une incitation à la cruauté envers les animaux, et pourrait encourager éventuellement des tentatives de créer des « chatons bonsaïs », ont fait des réclamations à des organisations de défense des animaux au sujet du site, puis lancé des pétitions en ligne pour le faire interdire.  La réaction négative provoqua le rejet du site « Bonsai Kitten » par plusieurs hébergeurs jusqu’à ce qu’il trouve refuge sur Rotten.com. 
Le site a fait l’objet d’investigations du FBI en février 2001 ; le MIT a subi une injonction lui demandant de fournir toutes les informations dont il disposait sur les souscripteurs du site.